# Eleonora Gay
Eleonora Gay (Savona, 16 giugno 1979) è un'ex pallanuotista italiana.

## Palmarès

### Club
- Coppe LEN: 2

Ortigia: 2003-04, 2004-05

### Nazionale
- Mondiali

Perth 1998: 
- Coppa del Mondo

Winnipeg 1999: 